# CATCH THE NITE
『CATCH THE NITE』（キャッチ・ザ・ナイト）は、中山美穂の6作目のスタジオ・アルバム。1988年2月10日にキングレコードより発売された（CD規格品番：K32X-240）。

## 概要
帯コピー：角松敏生プロデュース、中山美穂オリジナルアルバム。（通常盤）／ オシャレな美穂のオシャレなビート・アルバム。（GOLD CD盤）
前年に発売されたシングル「CATCH ME」のアルバム・バージョンを含む全10曲収録。同シングル同様角松敏生をプロデューサーに迎えて制作された。
A-1～5およびB-1～4までは曲が途切れることなく続き、ノンストップで聴かせるような編集がなされている。
1988年2月22日付オリコン・アルバムチャートで初登場1位を獲得（3週連続）。翌週2月29日付チャートでは、本作より1週間後に発売されたシングル「You're My Only Shinin' Star」がシングルチャートで1位を獲得と同時に、本作も2週連続でLP、カセット、CD各部門で1位となり、四冠を達成。また、発売日の異なるシングル・アルバムで同日付で1位という記録は当時の新記録であり、その後2004年に宇多田ヒカルも達成したが、歴代で2組しか成し遂げていない。
2022年8月10日には、「CATCH ME」「You're My Only Shinin' Star」のシングルバージョンなど、ボーナストラック3曲を追加収録した『CATCH THE NITE+3』がタワーレコード限定・SACD仕様でリリースされた。

## 収録曲

### LP / CT
| 全編曲: 角松敏生（A-3, 5を除く。A-3, 5: 佐藤博）。 |                          |          |          |      |
| #                                                  | タイトル                 | 作詞     | 作曲     | 時間 |
| 1.                                                 | 「OVERTURE」             | -        | 角松敏生 | 0:53 |
| 2.                                                 | 「MISTY LOVE」           | 角松敏生 | 角松敏生 | 5:03 |
| 3.                                                 | 「TRIANGLE LOVE AFFAIR」 | 真沙樹唯 | 佐藤博   | 4:41 |
| 4.                                                 | 「SHERRY」               | 角松敏生 | 角松敏生 | 4:35 |
| 5.                                                 | 「スノー・ホワイトの街」 | 真沙樹唯 | 佐藤博   | 4:13 |

| 全編曲: 角松敏生。 |                               |          |          |      |
| #                  | タイトル                      | 作詞     | 作曲     | 時間 |
| 1.                 | 「CATCH ME」                  | 角松敏生 | 角松敏生 | 4:38 |
| 2.                 | 「JUST MY LOVER」             | 角松敏生 | 角松敏生 | 4:55 |
| 3.                 | 「FAR AWAY FROM SUMMER DAYS」 | 角松敏生 | 角松敏生 | 6:24 |
| 4.                 | 「GET YOUR LOVE TONIGHT」     | 斉藤謙策 | 藤沢秀樹 | 4:05 |
| 5.                 | 「花瓶」                      | 角松敏生 | 角松敏生 | 6:46 |

### CD
| 全編曲: 角松敏生（M-3, 5を除く。M-3, 5: 佐藤博）。 |                               |          |          |      |
| #                                                  | タイトル                      | 作詞     | 作曲     | 時間 |
| 1.                                                 | 「OVERTURE」                  | -        | 角松敏生 | 0:53 |
| 2.                                                 | 「MISTY LOVE」                | 角松敏生 | 角松敏生 | 5:03 |
| 3.                                                 | 「TRIANGLE LOVE AFFAIR」      | 真沙樹唯 | 佐藤博   | 4:41 |
| 4.                                                 | 「SHERRY」                    | 角松敏生 | 角松敏生 | 4:35 |
| 5.                                                 | 「スノー・ホワイトの街」      | 真沙樹唯 | 佐藤博   | 4:13 |
| 6.                                                 | 「CATCH ME」                  | 角松敏生 | 角松敏生 | 4:38 |
| 7.                                                 | 「JUST MY LOVER」             | 角松敏生 | 角松敏生 | 4:55 |
| 8.                                                 | 「FAR AWAY FROM SUMMER DAYS」 | 角松敏生 | 角松敏生 | 6:24 |
| 9.                                                 | 「GET YOUR LOVE TONIGHT」     | 斉藤謙策 | 藤沢秀樹 | 4:05 |
| 10.                                                | 「花瓶」                      | 角松敏生 | 角松敏生 | 6:46 |

| #   | タイトル                                        | 作詞     | 作曲     | 編曲                                      | 時間 |
| --- | ----------------------------------------------- | -------- | -------- | ----------------------------------------- | ---- |
| 11. | 「CATCH ME」(Single Version)                    | 角松敏生 | 角松敏生 | 角松敏生                                  | 4:10 |
| 12. | 「BAD BOY」                                     | 田口俊   | HALNEN   | 鷺巣詩郎                                  | 4:08 |
| 13. | 「You're My Only Shinin' Star」(Single Version) | 角松敏生 | 角松敏生 | 角松敏生 St. arr.: 大谷和夫 Brass: 数原晋 | 4:41 |

### 曲解説
1. OVERTURE
2. MISTY LOVE
3. TRIANGLE LOVE AFFAIR
4. SHERRY
  - 後にシングル「You're My Only Shinin' Star」のB面曲としてリカットされた。
5. スノー・ホワイトの街
6. CATCH ME
  - アルバムバージョンで収録。自身主演のドラマ『おヒマなら来てよネ!』主題歌。
7. JUST MY LOVER
8. FAR AWAY FROM SUMMER DAYS
9. GET YOUR LOVE TONIGHT
  - ジャドーズがアルバム『a lie』でセルフカバーしている（歌詞が一部異なる）。
10. 花瓶
  - 後に角松が複数回に亘りセルフカバーしている。

## 再発盤
- 1989年12月25日 - GOLD CD（完全限定盤 330A-50088／同アルバムを含む1988年までに発売されたアルバム全てがGOLD CDで完全限定同日発売された）
- 1992年11月21日 - CD（廉価盤 KICS-268）
- 2015年10月14日 - CD（リマスター盤 KICS-3266）
  - 2015年リマスタリング仕様で「30th Anniversary Original Album Collection」として、これまでにリリースしたアルバムのうち25作品を同日再発売[4]。
- 2022年8月10日 - SACD（リマスター盤 NKGD-29）
  - 2022年リマスタリング仕様で、厳選3タイトル同日再発売（タワーレコード及びステレオサウンド限定販売）[5]。SACD層はオリジナル・マスターからに忠実に変換されたSACDマスター(DSD)、CD層はオリジナル・マスターからDSD変換されたデジタル・データを変換したPCMマスターを使用。
  - 監修・サウンド・スーパーバイザー：内沼映二
  - マスタリング・エンジニア：菊地功 / 加藤拓也(ワーナーミュージック・マスタリング)
  - 企画・販売：タワーレコード株式会社
  - 協力：株式会社ステレオサウンド